# Privilegium de non tolerandis Christianis
Privilegium de non tolerandis Christianis (łac. przywilej nieakceptowania chrześcijan) – przywilej nadawany przez władców Rzeczypospolitej Obojga Narodów dzielnicom żydowskim, wyłącznie w miastach królewskich. Zakazywał on chrześcijanom osiedlania się, nabywania gruntów, zamieszkiwania oraz prowadzenia działalności ekonomicznej na terenie kahałów żydowskich. Przeciwieństwo nadawanego znaczenie częściej przywileju Privilegium de non tolerandis Judaeis (łac. przywilej nieakceptowania Żydów).
Przywilej tego rodzaju nadany został kilku kahałom (czy też dzielnicom żydowskim) na ziemiach Królestwa Polskiego oraz wszystkim gminom żydowskim na terenie zajmowanym przez Wielkie Księstwo Litewskie. Nadanie takiego aktu motywowane było przede wszystkim kontrreakcją na przywileje de non tolerandis Judaeis oraz wyrażaną zarówno przez Żydów, jak i chrześcijan wolą zachowania wyznaniowej jednolitości jednostek terytorialnych. Co więcej, dla wielu żydowskich przedsiębiorców czy rzemieślników ograniczenie osiedlania się chrześcijan było ułatwieniem w prowadzeniu ich działalności, nabyciu nowych nieruchomości oraz ograniczało konkurencję rynkową, co generowało wymierne profity dla obu stron w odseparowanych dzielnicach.
W roku 1568 król Zygmunt II August nadał przywilej de non tolerandi Christianis Żydom zamieszkującym podkrakowski Kazimierz. Prawdopodobnie w tym samym roku taki sam akt nadany został Żydom z Podzamcza, odseparowanej dla nich części Lublina. W roku 1633 król Władysław IV Waza nadał Privilegium de non tolerandis Christianis zamieszkanej przez ludność żydowską dzielnicy Poznania – równolegle w Wilnie powstała pierwsza na Litwie wydzielona dzielnica dla Żydów (getto). W 1645, za panowania tego samego władcy, przywilej de non tolerandis Christianis nadany został wszystkim gminom żydowskim na Litwie (w granicach Wielkiego Księstwa Litewskiego).